# Faouzi Ghoulam

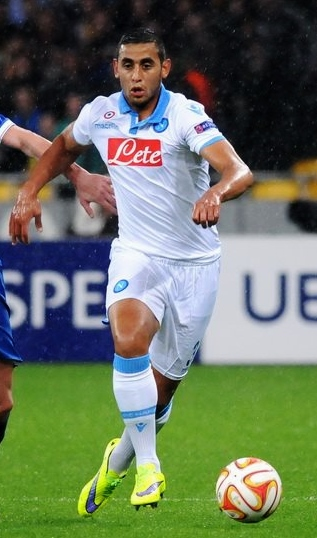
Ghoulam con la maglia del Napoli nel 2015

Faouzi Ghoulam (Saint-Priest-en-Jarez, 1º febbraio 1991) è un calciatore francese naturalizzato algerino, difensore svincolato.

## Caratteristiche tecniche
Nato come esterno alto, ha poi abbassato il proprio raggio d'azione specializzandosi nel ruolo di terzino sinistro. Il suo gioco sarà comunque caratterizzato da una buona vena offensiva, gran corsa, resistenza e da un ottimo piede mancino, soprattutto sui calci di punizione dalla lunga distanza.
Considerato fino al 2017 uno dei migliori terzini in circolazione, i successivi infortuni ne hanno pesantemente condizionato la carriera.

## Carriera

### Club

#### Saint-Étienne
Cresce nelle giovanili del Saint-Étienne, facendo tutta la trafila fin dai pulcini, di cui entra a far parte nel 1999. Proprio con l'ASSE esordisce in Ligue 1 il 1º dicembre 2010 contro il Valenciennes. Sempre fedele alla casacca dei Verts, nella sua stagione di debutto in prima squadra colleziona 12 presenze in campionato. Titolare negli anni successivi, scende in campo 32 volte nel 2011/2012 e 26 nel campionato 2012-2013, al termine del quale alza il primo trofeo della sua carriera vincendo la Coppa di Lega francese.

#### Napoli
Il 31 gennaio 2014 viene acquistato a titolo definitivo dal Napoli, con cui firma un contratto fino al 30 giugno 2018.
Esordisce in serie A il 2 febbraio 2014 contro l'Atalanta, subentrando al 76' ad Anthony Réveillère, in una partita finita col risultato di 3 reti a 0 in favore dei bergamaschi. Il 3 maggio successivo vince il primo trofeo con il club partenopeo, la Coppa Italia, disputando da titolare la vittoriosa finale contro la Fiorentina. Il 22 dicembre gioca la Supercoppa Italiana contro la Juventus e, ai tiri di rigore finali, mette a segno il secondo della serie che assegna al Napoli il trofeo.
Il 19 agosto 2017, nel corso della prima giornata del campionato 2017-2018, sigla il suo primo gol in maglia azzurra e raggiunge le 100 presenze in serie A, nella trasferta vinta per 1 a 3 sul campo del Verona. Il 1º novembre successivo, durante l'incontro di Champions League con il Manchester City, riporta la rottura del legamento crociato del ginocchio destro, che implica uno stop forzato di quattro mesi. Il 9 febbraio 2018, durante la riabilitazione, si infortuna allo stesso ginocchio operato in precedenza, chiudendo definitivamente la stagione.
Torna in campo l'8 dicembre 2018, a circa 400 giorni dall'ultima apparizione in campo, in occasione della partita vinta contro il Frosinone per 4 a 0, siglando due assist e indossando la fascia di capitano della formazione partenopea per la prima volta. Il 25 maggio 2019, nell'ultima giornata di campionato, torna al gol nella sconfitta esterna di Bologna.
Nella stagione 2019-2020, a causa di una condizione fisica non ottimale, colleziona solo nove presenze, tutte in Serie A.
Inizia l'annata 2020-2021 giocando, da subentrante, la seconda partita di campionato vinta 6-0 contro il Genoa. Nelle successive partite alterna panchine a sprazzi di gara, complice ormai il ruolo di riserva del compagno di squadra Mário Rui.
Il 7 marzo 2021, durante l'incontro di Serie A vinto ai danni del Bologna, riporta ancora la rottura del legamento crociato, stavolta del ginocchio sinistro.
L'11 maggio 2022 annuncia l'addio al Napoli dopo 8 anni.

#### Angers
Il 31 gennaio 2023 si unisce all'Angers, in Ligue 1, con cui firma fino al termine della stagione. Con i francesi colleziona 8 presenze (7 in campionato ed una in Coppa di Francia), tutte da titolare, che tuttavia non gli consentono di ottenere il rinnovo del contratto.

#### Hatayspor
Il 28 agosto 2023 firma un contratto annuale con l'Hatayspor, club della massima serie turca.

### Nazionale
Dopo aver inizialmente rifiutato la convocazione dell'Algeria, debutta il 28 febbraio 2012 con la Francia Under-21 contro l'Italia. Con la casacca dei Bleus scende in campo anche nelle qualificazioni all'Europeo 2013, nella partita contro la Lettonia in cui resta in campo per l'intera partita.
Al momento della scelta relativa alla nazionale maggiore, opta per l'Algeria, con cui esordisce il 26 marzo 2013 nelle qualificazioni al Mondiale 2014 contro il Benin. La prima convocazione risale, in realtà, alla Coppa d'Africa 2013, occasione in cui non era tuttavia mai sceso in campo.
Convocato per il Mondiale 2014, gioca dal primo minuto la gara contro il Belgio nella fase a gironi e gli ottavi di finale disputati il 30 giugno contro la Germania, che si impone per 2 a 1.
Con la maglia della nazionale giocherà complessivamente 37 incontri, realizzando 5 gol.

## Statistiche

### Presenze e reti nei club
Statistiche aggiornate al 12 maggio 2024.
| Stagione             | Squadra              | Campionato           | Campionato | Campionato | Coppe nazionali | Coppe nazionali | Coppe nazionali | Coppe continentali | Coppe continentali | Coppe continentali | Altre coppe | Altre coppe | Altre coppe | Totale | Totale |
| Stagione             | Squadra              | Comp                 | Pres       | Reti       | Comp            | Pres            | Reti            | Comp               | Pres               | Reti               | Comp        | Pres        | Reti        | Pres   | Reti   |
| -------------------- | -------------------- | -------------------- | ---------- | ---------- | --------------- | --------------- | --------------- | ------------------ | ------------------ | ------------------ | ----------- | ----------- | ----------- | ------ | ------ |
| 2010-2011            | Saint-Étienne        | L1                   | 12         | 0          | CF+CdL          | 0+1             | 0               | -                  | -                  | -                  | -           | -           | -           | 13     | 0      |
| 2011-2012            | Saint-Étienne        | L1                   | 32         | 0          | CF+CdL          | 1+1             | 0               | -                  | -                  | -                  | -           | -           | -           | 34     | 0      |
| 2012-2013            | Saint-Étienne        | L1                   | 26         | 0          | CF+CdL          | 2+3             | 0               | -                  | -                  | -                  | -           | -           | -           | 31     | 0      |
| 2013-gen. 2014       | Saint-Étienne        | L1                   | 17         | 1          | CF+CdL          | 1+1             | 0               | UEL                | 0                  | 0                  | -           | -           | -           | 19     | 1      |
| Totale Saint-Étienne | Totale Saint-Étienne | Totale Saint-Étienne | 87         | 1          |                 | 10              | 0               |                    | -                  | -                  |             | -           | -           | 97     | 1      |
| gen.-giu. 2014       | Napoli               | A                    | 15         | 0          | CI              | 3               | 0               | UEL                | 3                  | 0                  | -           | -           | -           | 21     | 0      |
| 2014-2015            | Napoli               | A                    | 21         | 0          | CI              | 3               | 0               | UCL+UEL            | 1+13               | 0                  | SI          | 1           | 0           | 39     | 0      |
| 2015-2016            | Napoli               | A                    | 34         | 0          | CI              | 0               | 0               | UEL                | 4                  | 0                  | -           | -           | -           | 38     | 0      |
| 2016-2017            | Napoli               | A                    | 29         | 0          | CI              | 1               | 0               | UCL                | 8                  | 0                  | -           | -           | -           | 38     | 0      |
| 2017-2018            | Napoli               | A                    | 11         | 2          | CI              | 0               | 0               | UCL+UEL            | 6 +0               | 0+0                | -           | -           | -           | 17     | 2      |
| 2018-2019            | Napoli               | A                    | 16         | 1          | CI              | 1               | 0               | UCL+UEL            | 1+3                | 0+0                | -           | -           | -           | 21     | 1      |
| 2019-2020            | Napoli               | A                    | 9          | 0          | CI              | 0               | 0               | UCL                | 0                  | 0                  | -           | -           | -           | 9      | 0      |
| 2020-2021            | Napoli               | A                    | 11         | 0          | CI              | 1               | 0               | UEL                | 5                  | 0                  | SI          | 0           | 0           | 17     | 0      |
| 2021-2022            | Napoli               | A                    | 14         | 0          | CI              | 1               | 0               | UEL                | 1                  | 0                  | -           | -           | -           | 16     | 0      |
| Totale Napoli        | Totale Napoli        | Totale Napoli        | 160        | 3          |                 | 10              | 0               |                    | 45                 | 0                  |             | 1           | 0           | 216    | 3      |
| gen.-giu. 2023       | Angers               | L1                   | 7          | 0          | CF              | 1               | 0               | -                  | -                  | -                  | -           | -           | -           | 8      | 0      |
| 2023-2024            | Hatayspor            | SL                   | 21         | 1          | TK              | 3               | 0               | -                  | -                  | -                  | -           | -           | -           | 24     | 1      |
| Totale carriera      | Totale carriera      | Totale carriera      | 275        | 5          |                 | 24              | 0               |                    | 45                 | 0                  |             | 1           | 0           | 345    | 5      |

### Cronologia presenze e reti in nazionale
| Cronologia completa delle presenze e delle reti in nazionale ― Algeria | Cronologia completa delle presenze e delle reti in nazionale ― Algeria | Cronologia completa delle presenze e delle reti in nazionale ― Algeria | Cronologia completa delle presenze e delle reti in nazionale ― Algeria | Cronologia completa delle presenze e delle reti in nazionale ― Algeria | Cronologia completa delle presenze e delle reti in nazionale ― Algeria | Cronologia completa delle presenze e delle reti in nazionale ― Algeria | Cronologia completa delle presenze e delle reti in nazionale ― Algeria |
| Data                                                                   | Città                                                                  | In casa                                                                | Risultato                                                              | Ospiti                                                                 | Competizione                                                           | Reti                                                                   | Note                                                                   |
| ---------------------------------------------------------------------- | ---------------------------------------------------------------------- | ---------------------------------------------------------------------- | ---------------------------------------------------------------------- | ---------------------------------------------------------------------- | ---------------------------------------------------------------------- | ---------------------------------------------------------------------- | ---------------------------------------------------------------------- |
| 26-3-2013                                                              | Blida                                                                  | Algeria                                                                | 3 – 1                                                                  | Benin                                                                  | Qual. Mondiali 2014                                                    | -                                                                      |                                                                        |
| 2-6-2013                                                               | Blida                                                                  | Algeria                                                                | 2 – 0                                                                  | Burkina Faso                                                           | Amichevole                                                             | -                                                                      | 65’                                                                    |
| 9-6-2013                                                               | Porto-Novo                                                             | Benin                                                                  | 1 – 3                                                                  | Algeria                                                                | Qual. Mondiali 2014                                                    | -                                                                      | 64’                                                                    |
| 19-11-2013                                                             | Blida                                                                  | Algeria                                                                | 1 – 0                                                                  | Burkina Faso                                                           | Qual. Mondiali 2014                                                    | -                                                                      |                                                                        |
| 5-3-2014                                                               | Blida                                                                  | Algeria                                                                | 2 – 0                                                                  | Slovenia                                                               | Amichevole                                                             | -                                                                      |                                                                        |
| 4-6-2014                                                               | Lancy                                                                  | Algeria                                                                | 2 – 1                                                                  | Romania                                                                | Amichevole                                                             | -                                                                      |                                                                        |
| 17-6-2014                                                              | Belo Horizonte                                                         | Belgio                                                                 | 2 – 1                                                                  | Algeria                                                                | Mondiali 2014 - 1º turno                                               | -                                                                      |                                                                        |
| 30-6-2014                                                              | Porto Alegre                                                           | Germania                                                               | 2 – 1                                                                  | Algeria                                                                | Mondiali 2014 - Ottavi di finale                                       | -                                                                      |                                                                        |
| 11-10-2014                                                             | Blantyre                                                               | Malawi                                                                 | 0 – 2                                                                  | Algeria                                                                | Qual. Coppa d'Africa 2015                                              | -                                                                      |                                                                        |
| 15-10-2014                                                             | Blida                                                                  | Algeria                                                                | 3 – 0                                                                  | Malawi                                                                 | Qual. Coppa d'Africa 2015                                              | -                                                                      |                                                                        |
| 15-11-2014                                                             | Blida                                                                  | Algeria                                                                | 3 – 1                                                                  | Etiopia                                                                | Qual. Coppa d'Africa 2015                                              | -                                                                      |                                                                        |
| 18-11-2014                                                             | Bamako                                                                 | Mali                                                                   | 2 – 0                                                                  | Algeria                                                                | Qual. Coppa d'Africa 2015                                              | -                                                                      |                                                                        |
| 19-1-2015                                                              | Mongomo                                                                | Algeria                                                                | 3 – 1                                                                  | Sudafrica                                                              | Coppa d'Africa 2015 - 1º turno                                         | 1                                                                      |                                                                        |
| 23-1-2015                                                              | Mongomo                                                                | Ghana                                                                  | 1 – 0                                                                  | Algeria                                                                | Coppa d'Africa 2015 - 1º turno                                         | -                                                                      |                                                                        |
| 27-1-2015                                                              | Malabo                                                                 | Senegal                                                                | 0 – 2                                                                  | Algeria                                                                | Coppa d'Africa 2015 - 1º turno                                         | -                                                                      |                                                                        |
| 1-2-2015                                                               | Malabo                                                                 | Costa d'Avorio                                                         | 3 – 1                                                                  | Algeria                                                                | Coppa d'Africa 2015 - Quarti di finale                                 | -                                                                      |                                                                        |
| 26-3-2015                                                              | Doha                                                                   | Qatar                                                                  | 1 – 0                                                                  | Algeria                                                                | Amichevole                                                             | -                                                                      |                                                                        |
| 30-3-2015                                                              | Doha                                                                   | Oman                                                                   | 1 – 4                                                                  | Algeria                                                                | Amichevole                                                             | -                                                                      |                                                                        |
| 13-6-2015                                                              | Blida                                                                  | Algeria                                                                | 4 – 0                                                                  | Seychelles                                                             | Qual. Coppa d'Africa 2017                                              | -                                                                      |                                                                        |
| 6-9-2015                                                               | Maseru                                                                 | Lesotho                                                                | 1 – 3                                                                  | Algeria                                                                | Qual. Coppa d'Africa 2017                                              | 1                                                                      |                                                                        |
| 9-10-2015                                                              | Algeri                                                                 | Algeria                                                                | 1 – 2                                                                  | Guinea                                                                 | Amichevole                                                             | -                                                                      | 90+6’                                                                  |
| 14-11-2015                                                             | Dar es Salaam                                                          | Tanzania                                                               | 2 – 2                                                                  | Algeria                                                                | Qual. Mondiali 2018                                                    | -                                                                      |                                                                        |
| 17-11-2015                                                             | Blida                                                                  | Algeria                                                                | 7 – 0                                                                  | Tanzania                                                               | Qual. Mondiali 2018                                                    | 2                                                                      |                                                                        |
| 25-3-2016                                                              | Blida                                                                  | Algeria                                                                | 7 – 1                                                                  | Etiopia                                                                | Qual. Coppa d'Africa 2017                                              | -                                                                      |                                                                        |
| 29-3-2016                                                              | Addis Abeba                                                            | Etiopia                                                                | 3 – 3                                                                  | Algeria                                                                | Qual. Coppa d'Africa 2017                                              | 1                                                                      |                                                                        |
| 2-6-2016                                                               | Victoria                                                               | Seychelles                                                             | 0 – 2                                                                  | Algeria                                                                | Qual. Coppa d'Africa 2017                                              | -                                                                      |                                                                        |
| 4-9-2016                                                               | Blida                                                                  | Algeria                                                                | 6 – 0                                                                  | Lesotho                                                                | Qual. Coppa d'Africa 2017                                              | -                                                                      |                                                                        |
| 9-10-2016                                                              | Blida                                                                  | Algeria                                                                | 1 – 1                                                                  | Camerun                                                                | Qual. Mondiali 2018                                                    | -                                                                      |                                                                        |
| 12-11-2016                                                             | Uyo                                                                    | Nigeria                                                                | 3 – 1                                                                  | Algeria                                                                | Qual. Mondiali 2018                                                    | -                                                                      |                                                                        |
| 7-1-2017                                                               | Blida                                                                  | Algeria                                                                | 3 – 1                                                                  | Mauritania                                                             | Amichevole                                                             | -                                                                      | 82’                                                                    |
| 15-1-2017                                                              | Franceville                                                            | Algeria                                                                | 2 – 2                                                                  | Zimbabwe                                                               | Coppa d'Africa 2017 - 1º turno                                         | -                                                                      |                                                                        |
| 19-1-2017                                                              | Franceville                                                            | Algeria                                                                | 1 – 2                                                                  | Tunisia                                                                | Coppa d'Africa 2017 - 1º turno                                         | -                                                                      | 65’                                                                    |
| 23-1-2017                                                              | Franceville                                                            | Senegal                                                                | 2 – 2                                                                  | Algeria                                                                | Coppa d'Africa 2017 - 1º turno                                         | -                                                                      | 39’                                                                    |
| 6-6-2017                                                               | Blida                                                                  | Algeria                                                                | 2 – 1                                                                  | Guinea                                                                 | Amichevole                                                             | -                                                                      |                                                                        |
| 11-6-2017                                                              | Blida                                                                  | Algeria                                                                | 1 – 0                                                                  | Togo                                                                   | Qual. Coppa d'Africa 2019                                              | -                                                                      |                                                                        |
| 2-9-2017                                                               | Lusaka                                                                 | Zambia                                                                 | 3 – 1                                                                  | Algeria                                                                | Qual. Mondiali 2018                                                    | -                                                                      |                                                                        |
| 5-9-2017                                                               | Costantina                                                             | Algeria                                                                | 0 – 1                                                                  | Zambia                                                                 | Qual. Mondiali 2018                                                    | -                                                                      |                                                                        |
| Totale                                                                 |                                                                        | Presenze                                                               | 37                                                                     |                                                                        | Reti                                                                   | 5                                                                      |                                                                        |

| Cronologia completa delle presenze e delle reti in nazionale ― Francia under 21 | Cronologia completa delle presenze e delle reti in nazionale ― Francia under 21 | Cronologia completa delle presenze e delle reti in nazionale ― Francia under 21 | Cronologia completa delle presenze e delle reti in nazionale ― Francia under 21 | Cronologia completa delle presenze e delle reti in nazionale ― Francia under 21 | Cronologia completa delle presenze e delle reti in nazionale ― Francia under 21 | Cronologia completa delle presenze e delle reti in nazionale ― Francia under 21 | Cronologia completa delle presenze e delle reti in nazionale ― Francia under 21 |
| Data                                                                            | Città                                                                           | In casa                                                                         | Risultato                                                                       | Ospiti                                                                          | Competizione                                                                    | Reti                                                                            | Note                                                                            |
| ------------------------------------------------------------------------------- | ------------------------------------------------------------------------------- | ------------------------------------------------------------------------------- | ------------------------------------------------------------------------------- | ------------------------------------------------------------------------------- | ------------------------------------------------------------------------------- | ------------------------------------------------------------------------------- | ------------------------------------------------------------------------------- |
| 28-2-2012                                                                       | Cannes                                                                          | Francia under 21                                                                | 1 – 1                                                                           | Italia under 21                                                                 | Amichevole                                                                      | -                                                                               | 60’                                                                             |
| 2-6-2012                                                                        | Sedan                                                                           | Francia under 21                                                                | 3 – 0                                                                           | Lettonia under 21                                                               | Qual. Europeo Under-21 2013                                                     | -                                                                               |                                                                                 |
| Totale                                                                          |                                                                                 | Presenze                                                                        | 2                                                                               |                                                                                 | Reti                                                                            | 0                                                                               |                                                                                 |

## Palmarès

### Club
- Coppa di Lega francese: 1

Saint-Étienne: 2012-2013
- Coppa Italia: 2

Napoli: 2013-2014, 2019-2020
- Supercoppa italiana: 1

Napoli: 2014

### Individuale
- Squadra della stagione della UEFA Europa League: 1

2014-2015
- Calciatore algerino dell'anno (Pallone d'oro d'Algeria): 1

2017